# Nueva Era, Mexiko
Nueva Era är en ort i Mexiko.   Den ligger i kommunen Tlacotalpan och delstaten Veracruz, i den sydöstra delen av landet, 400 km öster om huvudstaden Mexico City. Nueva Era ligger 6 meter över havet och antalet invånare är 152.
Terrängen runt Nueva Era är mycket platt. Runt Nueva Era är det ganska tätbefolkat, med 54 invånare per kvadratkilometer. Närmaste större samhälle är Tlacotalpan, 9,8 km nordost om Nueva Era. Trakten runt Nueva Era består till största delen av jordbruksmark.